# Lorenz Grimoni

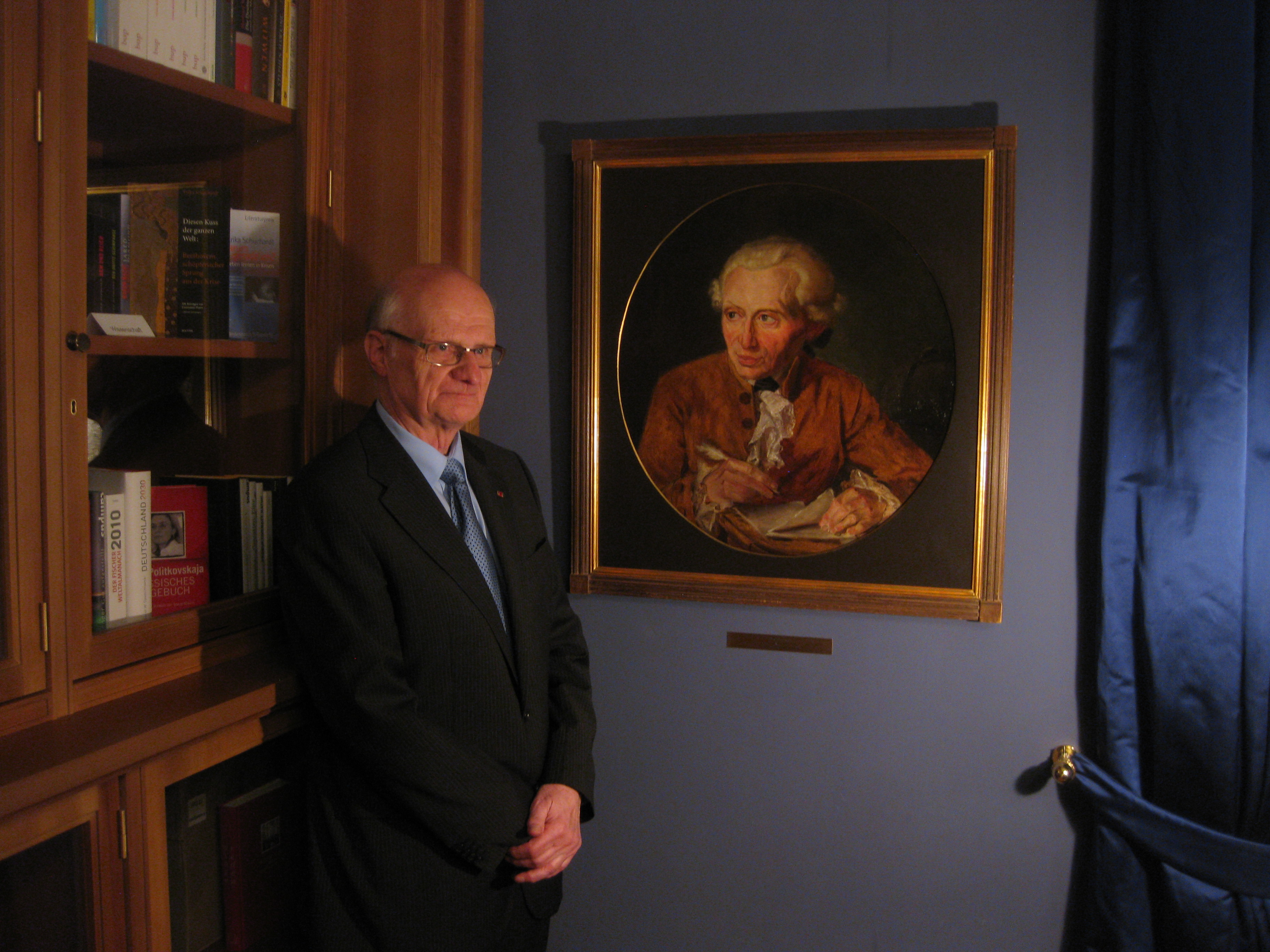
Lorenz Grimoni und Kant in der Parlamentarischen Gesellschaft (2014)

Lorenz Grimoni (* 19. April 1939 in Freystadt in Westpreußen) ist ein deutscher evangelischer Pfarrer in Duisburg.

## Leben
Grimonis Eltern stammten aus Königsberg (Preußen), sein Vater war der Lehrer Erich Grimoni. Getauft wurde er in der Schlosskirche. Als die Ostpreußische Operation (1945) der Roten Armee begann, floh seine Mutter mit vier Kindern nach Schleswig-Holstein. Nach dem Abitur in Bad Godesberg studierte Grimoni an der Universität Bonn, der Universität Marburg und der Universität Münster evangelische Theologie. Nach dem Vikariat wurde er 1970 Pfarrer an der Marienkirche und der Salvatorkirche in Duisburg-Altstadt. Er widmete sich der Kinder- und Jugendarbeit und richtete für Duisburg, Mülheim und Oberhausen eine Telefonseelsorge ein. Mit einem katholischen Amtsbruder betrieb er die Schließung von drei Luftschutzbunkern, die der Unterbringung von Obdachlosen diente. Selbst seit der Kindheit schwerhörig, übernahm er ab 1972 die Seelsorge für Schwerhörige und Gehörlose mit monatlichen Gottesdiensten und Ausflügen. Bei Behörden und Unternehmen half er oft in der Gebärdensprache. Er initiierte die Gründung der Duisburger Kommende des Johanniterordens. In der Bürgerinitiative Altstadt-West widmete er sich städtebaulichen Verbesserungen. Seine Sammlung Duisburger Archivalien übergab er 2014 dem Stadtarchiv Duisburg.
Seit 2002 pensioniert, leitete er in der Nachfolge seines Vaters Erich Grimoni ehrenamtlich das Museum Stadt Königsberg. Es war damals im Besitz der Stiftung Königsberg und wurde 2016 aufgelöst. Die Bestände kamen in das Ostpreußische Landesmuseum, Lüneburg. Er ist stellvertretender Vorsitzender der Stadtgemeinschaft Königsberg und sitzt im Kuratorium der Stiftung Königsberg. Zum 200. Todestag von Immanuel Kant richtete er 2004 eine international beachtete Ausstellung im Museum Stadt Königsberg aus. Schirmherr war Ministerpräsident Peer Steinbrück. 2011 war Grimoni Gastgeber der Jahrestagung vom Arbeitskreis der Studentenhistoriker.
Mit seiner aus Schlesien stammenden Frau Hiltrud hat Grimoni drei Kinder.

## Veröffentlichungen
- mit Walter Daugsch: Museum Stadt Königsberg in Duisburg. Leer 1998, ISBN 3-7921-0472-5.
- mit Martina Will: Immanuel Kant. Erkenntnis – Freiheit – Frieden. Husum 2004, ISBN 978-3898761574.
- mit Wolfram Eggeling: Käthe Kollwitz – Königsberger Jahre. Einflüsse und Wirkungen. Husum 2007, ISBN 978-3865301000.
- mit Steffen Dietsch: Kant der Europäer. Europäer über Kant. Husum, 2010, ISBN 978-3898765046.
- mit Erhard Neuhoff: Stettin, Danzig und Königsberg. In: Mitteilungen der Geographischen und Geologischen Gesellschaft für das Ruhrgebiet Heft 25.
- mit Erhard Neuhoff: Die polnische Ostseeküste zwischen Stettin und Danzig. In: Mitteilungen der Geographischen und Geologischen Gesellschaft für das Ruhrgebiet Heft 26.
- mit Erhard Neuhoff: Weiße Nächte in Helsinki und St. Petersburg. In: Mitteilungen der Geographischen und Geologischen Gesellschaft für das Ruhrgebiet Heft 27, 2004–2007, S. 127–134 (Digitalisat).

## Ehrungen
- Verdienstorden der Bundesrepublik Deutschland, Bundesverdienstkreuz am Bande (2004)
- Königsberger Bürgermedaille (2005)
- Eintragung in das Goldene Buch der Stadt Duisburg (2012)
- Mercator-Ehrennadel der Stadt Duisburg, für die Kant-Ausstellung